# てんぐ巣病

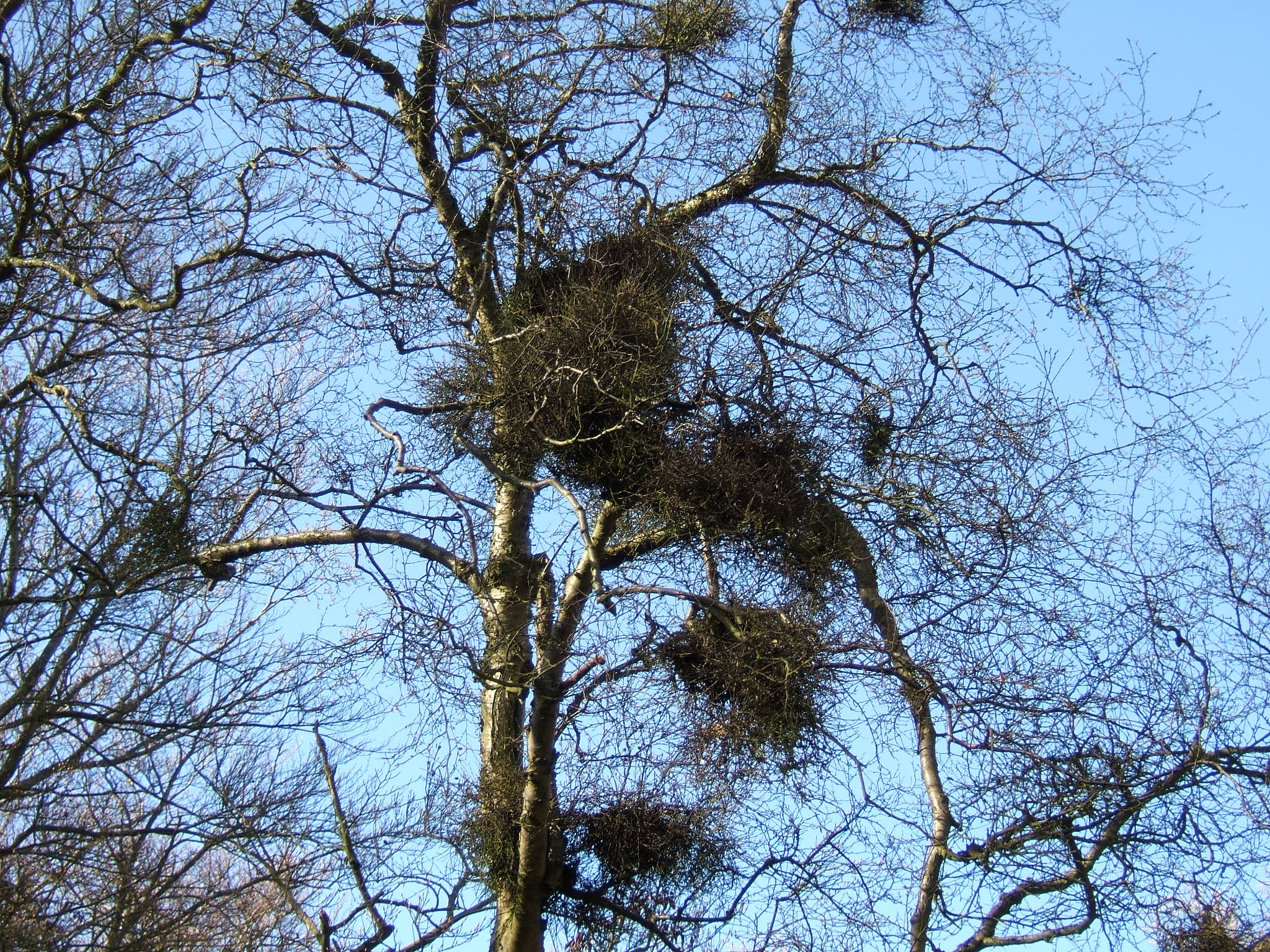
ヨーロッパダケカンバに発生したてんぐ巣病。植物病原菌のタフリナの1種 Taphrina betulina による。

てんぐ巣病（てんぐすびょう）は、植物（多くは樹木）の茎・枝が異常に密生する奇形症状を示す植物病害の一種。高い木の上に巣のような形ができるためこの名がある。英語ではwitch's broom もしくはwitches' broom（魔女のほうき）という。

## 原因
てんぐ巣病にかかると一般的に「てんぐ巣症状」と呼ばれる枝の著しい叢生や変形が引き起こされる。ただし、その原因となる微生物は多様で、菌類やファイトプラズマ、ウイルスなどがある。直接的な原因はこれらの植物病原菌によって枝分かれに関連する植物ホルモンのオーキシンやサイトカイニンの合成量が変化することで引き起こされると考えられている。しかし、タケ類てんぐ巣病のように直接的な原因がよくわかっていないものもある。

### 菌類
カカオてんぐ巣病
カカオてんぐ巣菌によって引き起こされる。ブラジルの熱帯雨林に棲息していたと推定され1980年代末から1990年代初頭の大流行ではブラジルのカカオ生産が半減する大打撃を受けた。
サクラてんぐ巣病
サクラてんぐ巣病菌（Taphrina wiesneri）によって引き起こされる。サクラてんぐ巣病菌は子嚢菌門タフリナ科に属する。
タケ類てんぐ巣病
タケ類てんぐ巣病菌（Aciculosporium take）によって引き起こされる。少なくとも日本、中国、台湾に分布し、日本においては外来種である可能性が高い。マダケ属、ナリヒラダケ属、インヨウチク属、オカメザサ属、メダケ属、ササ属といったタケ類に感染する。日本ではマダケなどへの被害が顕著であり、モウソウチクの発病は少ない。菌の分生子が雨などの水滴を介して生長点に運ばれることで発病し、河川沿いのマダケ林で被害が深刻である。防除法としては、老齢の竹の焼却のほかにエルゴステロール阻害剤の使用が提案されている。

### ファイトプラズマ
ファイトプラズマを原因として、野菜に発生するものにサツマイモてんぐ巣病、マメ類てんぐ巣病、ジャガイモてんぐ巣病、フキ萎縮症（フキてんぐ巣病）、ミツバてんぐ巣病（シュンギクてんぐ巣病）、イチゴてんぐ巣病、花卉に発生するものに香料ゼラニウムてんぐ巣病、リンドウてんぐ巣病、スターチスてんぐ巣病、アネモネてんぐ巣病、シネラリアてんぐ巣病、ツワブキてんぐ巣病、サボテンてんぐ巣病、樹木に発生するものにキリてんぐ巣病がある。
ミツバてんぐ巣病
ミツバてんぐ巣病ファイトプラズマ（ptotaenia japonica witches' broom phytoplasma, CJWP）によって引き起こされる。ミツバやシュンギクに発病する。
リンドウてんぐ巣病
リンドウ、エゾギク、トマト、ニンジン、セロリ（セルリー）、ホウレンソウ、ダイコン、コスモス、ムギワラギク、スイバ、ゲンノショウコに発病する。

## 対処方法
一度発病した患部を元へ戻す有効な薬剤はなく、春先に黄粉が発生する前にてんぐ巣病の患部を切除、焼却することを優先する。切除後は、周囲に病巣が拡大しないようにボルドー液やダイセン水和剤などの殺菌剤を散布する。予防方法として、空気の流通不良の林分に発生することから、枝打ちや本数調整を行う。